# Kedvesem
Kedvesem (uitspraak: ketwesjem, Nederlands: Mijn liefje) is een single van de Hongaarse zanger Alex Márta, onder zijn artiestennaam ByeAlex. Het was de Hongaarse inzending voor het Eurovisiesongfestival 2013 in Malmö in Zweden, waar het naar de finale doorstootte en uiteindelijk op de 10de plaats belandde. Het nummer is geschreven door Alex Márta zelf en Zoohacker. Omdat het originele liedje te lang is voor het Eurovisiesongfestival is de geremixte versie van Zoohacker gezongen op 16 mei.
Op 25 mei kwam het nummer als "new entry" binnen in de i-Tunes Top 30 op plaats 27. In dit geval is dat vrij zeldzaam, aangezien het bijna nooit voorkomt dat een inzending die niet Nederlands is of niet het winnende liedje is in de i-Tunes Top 30 voorkomt en dat is nu dus wel het geval.

## Tracklist
Download
1. 'Kedvesem' - 3:34
2. 'Kedvesem' (Zoohacker remix) - 3:09
3. 'One for me' - 3:24